# Hertog Jan-hospitaal
Het Hertog Jan Hospitaal (Deens: Hertug Hans Hospitalet) en de Hertog Jan Hospitaalskerk (Hertug Hans Hospitalskirke) in het Deense Haderslev vormen een stichting van na de reformatie, waar de armen en behoeftigen van de stad werden verzorgd. Het gasthuis ontstond in 1569 nadat de toenmalige landsheer, hertog Jan de Oudere, zoon van koning Frederik I, het vermogen van meerdere middeleeuwse stichtingen samenvoegde. Tegenwoordig is de hospitaalkerk de protestantse parochiekerk voor het zuidelijke stadsdeel.

## Geschiedenis
Over de geschiedenis van de kloosters in Haderslev is weinig bekend, echter er was een franciscaans klooster en een hof voor melaatsen buiten de stad. In 1569 stichtte de hertog het nieuwe hospitaal, waar behoeftigen uit de stad konden worden verzorgd. Naast het vermogen van de middeleeuwse stichtingen werd ook het vermogen uit bezittingen van het collegiaal kapittel van de Mariakerk toegevoegd. Daartoe behoorden landerijen en enkele boerderijen uit de omgeving van Haderslev. Aan de stichter herinnert het gevelmonument aan de westelijke gevel met de tekst:
| ANNO 1569 HAT DER DURCHLEVCHTIGER HOCHGEBORN FVRST VND HERR, HER IOHANS, ERBE ZV NORWEGEN, HERZOG ZV SCHLESWIG HOLSTEIN, DEM ALMECHTIGEN ZV EHRN VND DEN ARMEN ZV GNAD VND GVTEM DIESES HOSPITAL VON NEWEN GESTIFTTET VND ERBAWET | Anno 1569 heeft de doorluchtige hooggeboren vorst en heer, heer Jan, erfgenaam van Noorwegen, hertog van Sleeswijk Holstein, de Almachtige ter ere en de armen ter genade en goede dit hospitaal van nieuw gesticht en gebouwd |

De kerk vormt tegenwoordig de oostelijke vleugel van het gebouw. Sinds 1969 bezit het weer een dakruiter als klokkendrager. Tot 2006 werden kerk en hospitaal grondig gerenoveerd. De nevengebouwen dienen de gemeente, nadat in 1989 de laatste bewoner vertrok. Slechts het zuidelijke gebouw wordt nog bewoond.
Door een in de jaren 1950 aangelegde verkeersader werd het hospitaal van de oude binnenstad aan de andere kant van de Møllestrømmen afgesneden. De verzonken ligging van het gebouw is echter het gevolg van een in 1898 aangelegde spoorlijn.  

## Afbeeldingen

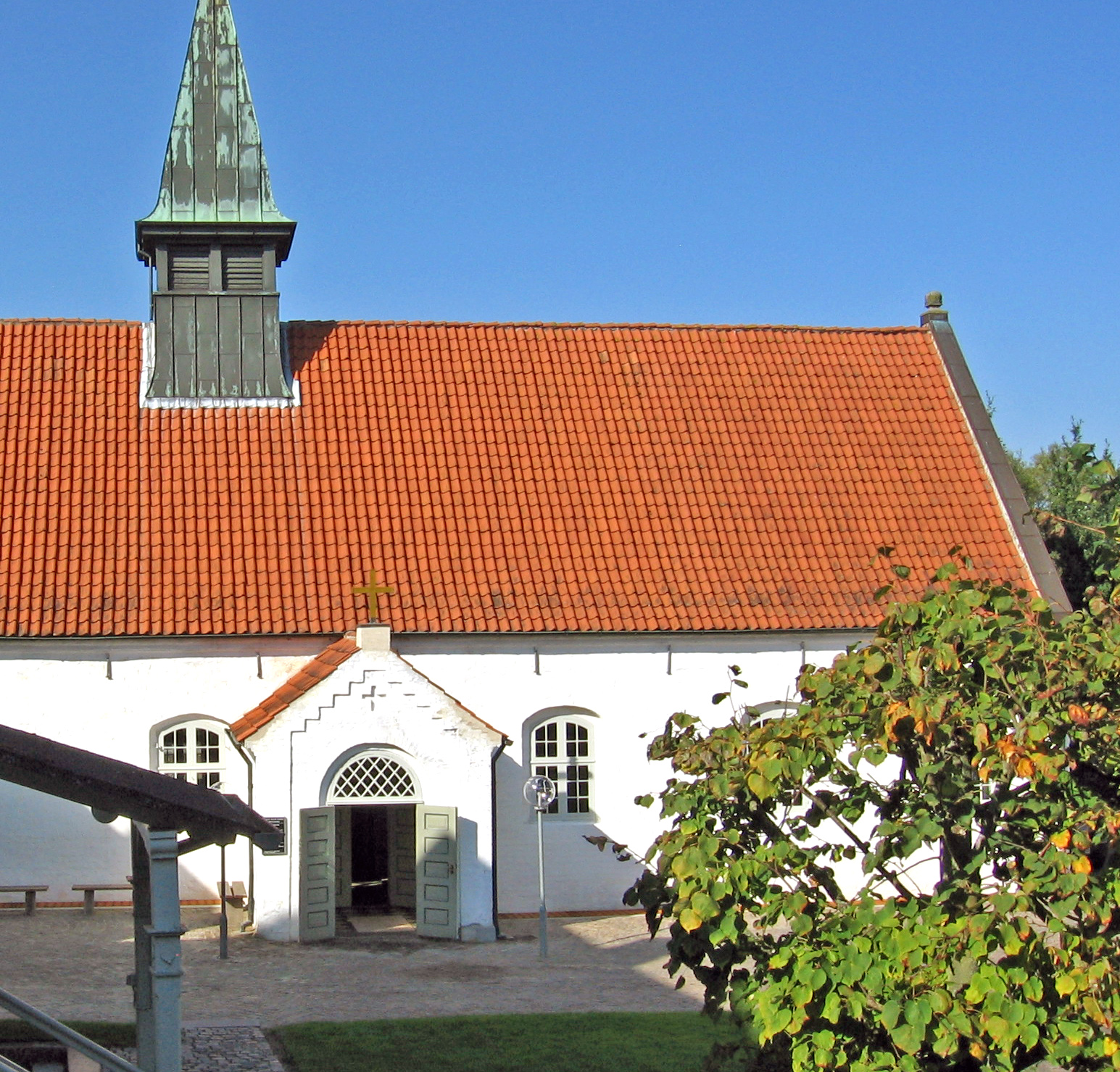
Kerk van uit het zuiden
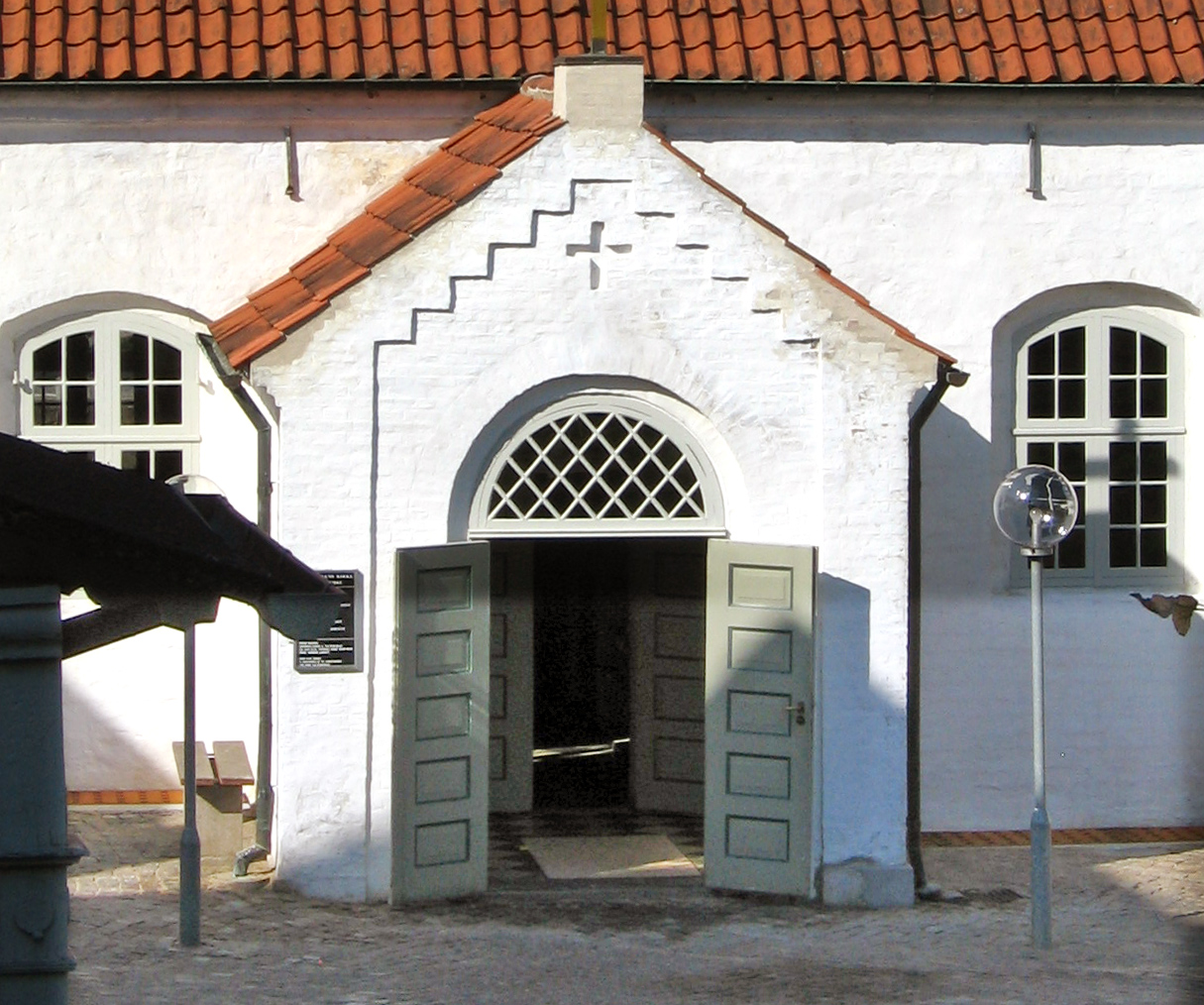
Toegangsportaal van de kerk
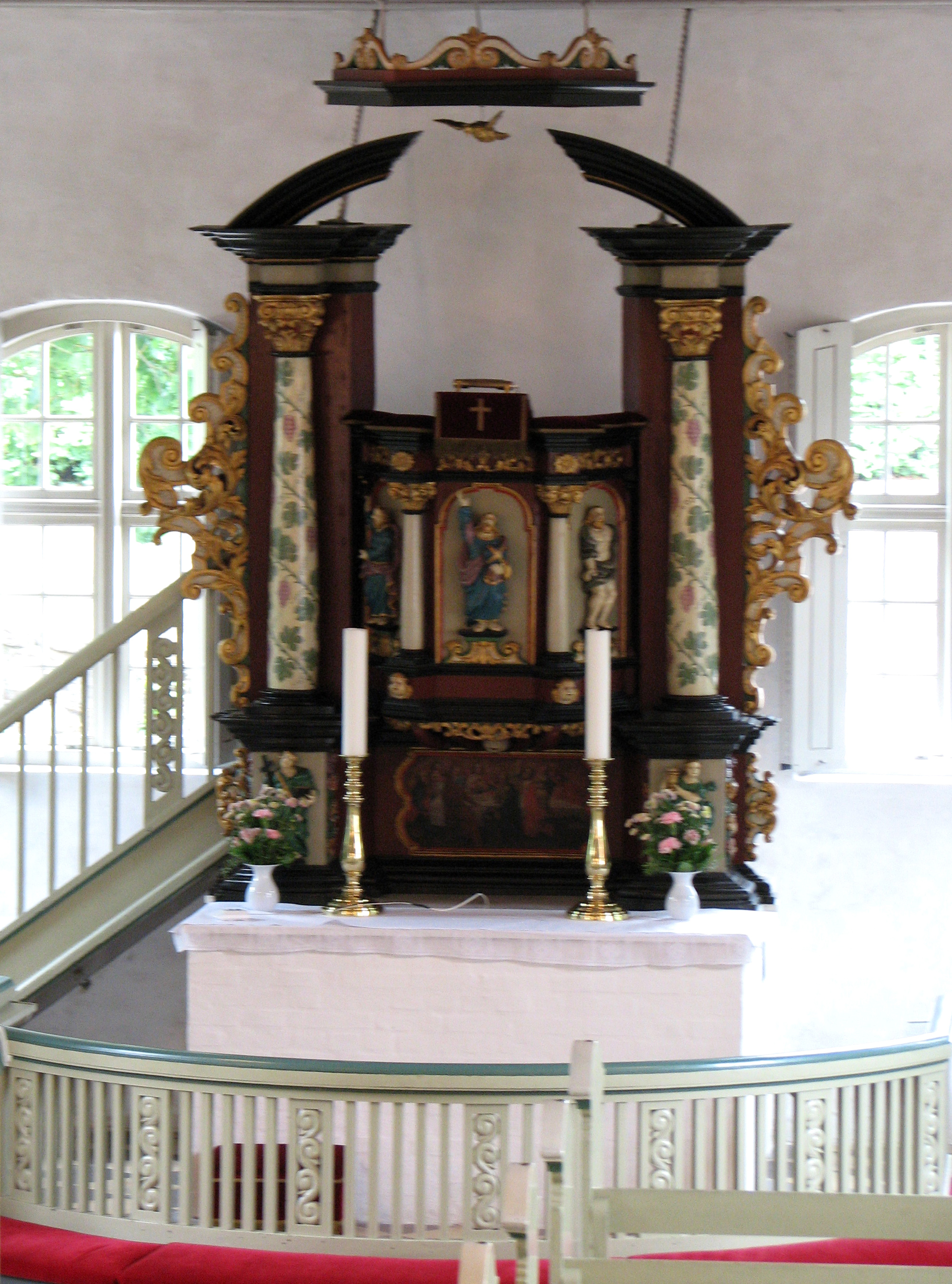
Altaar en preekstoel
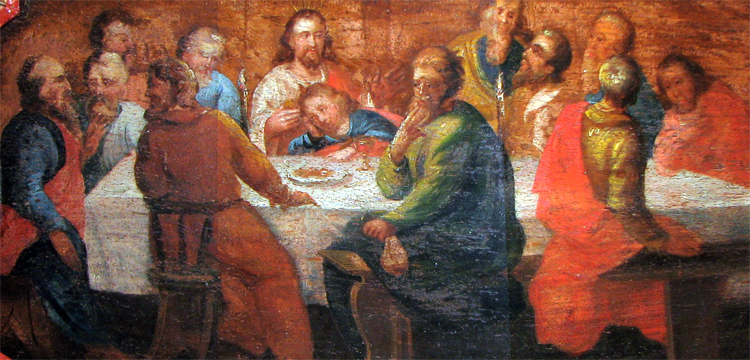
Altaarstuk

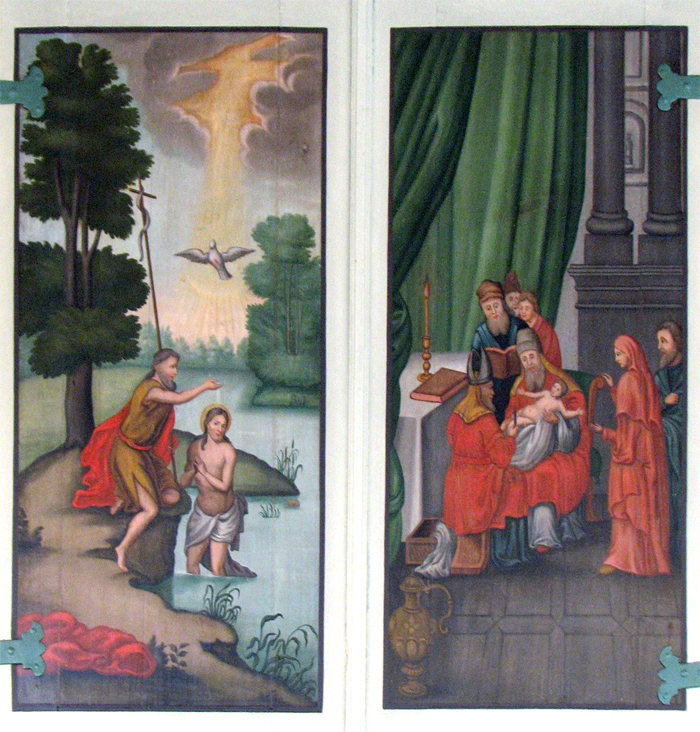
Kast in de doopruimte
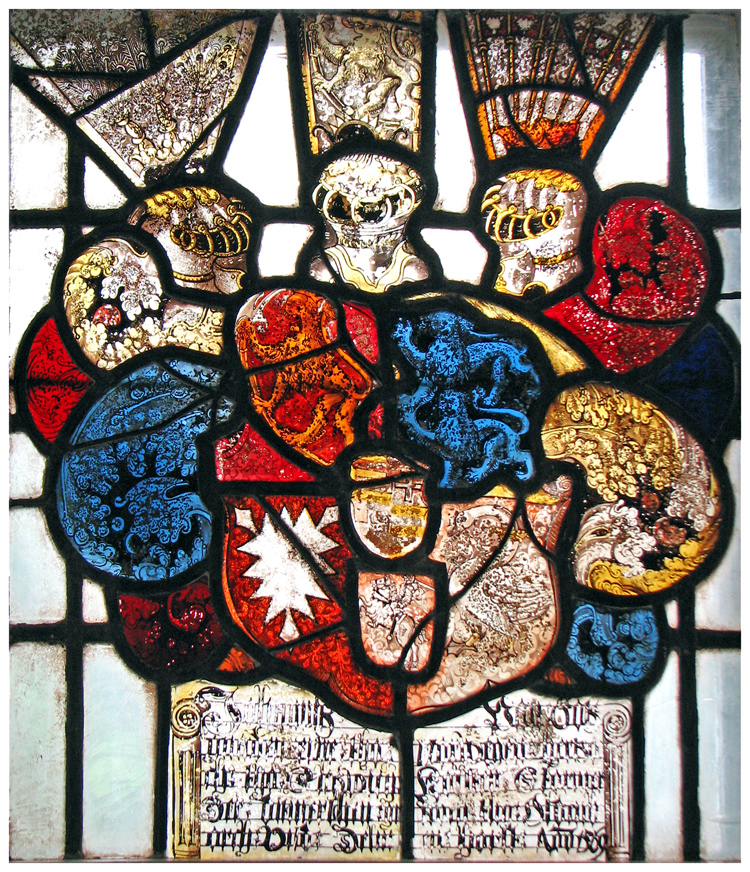
Wapen Hertog Jan in een zuidelijk raam
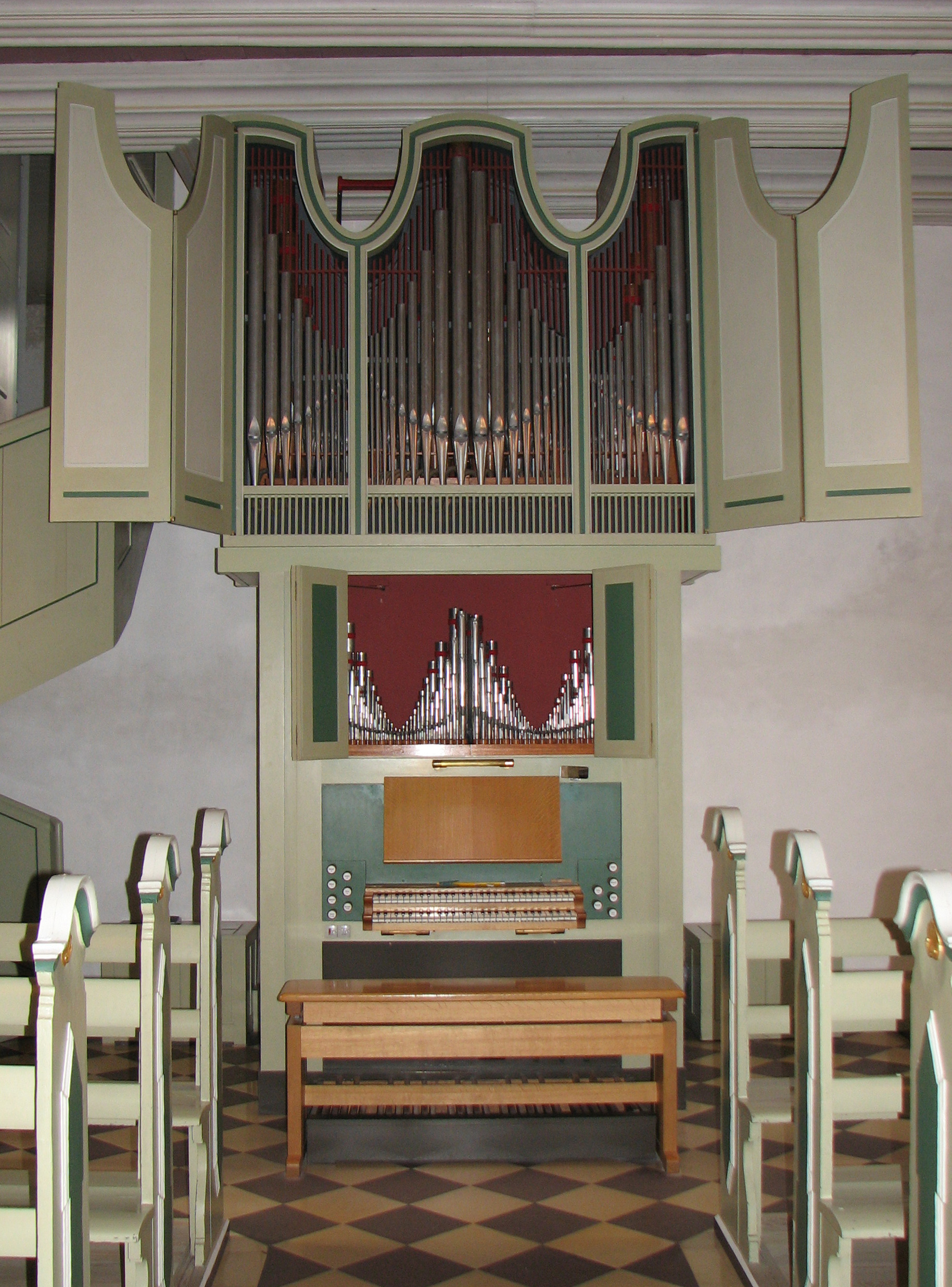
Orgel
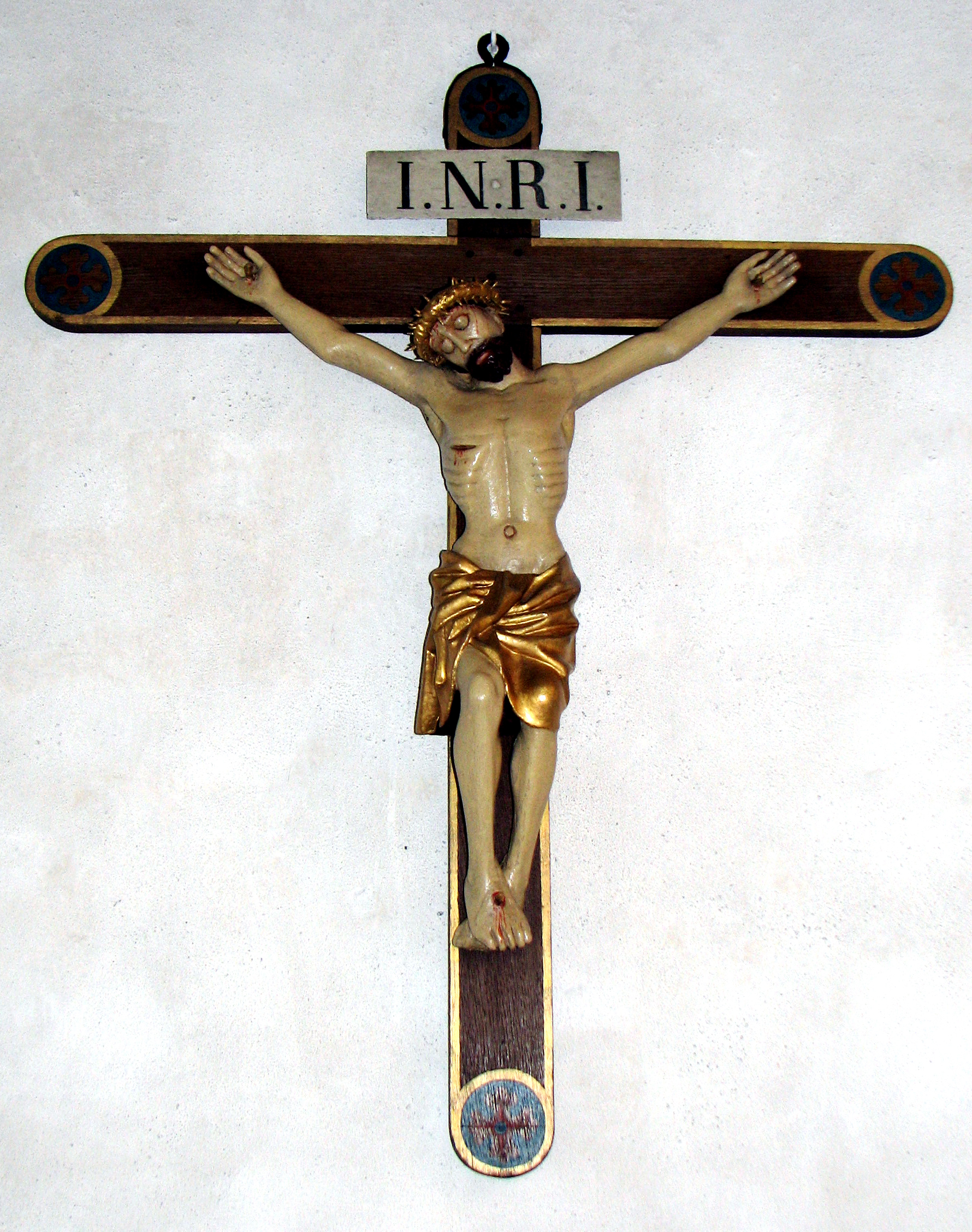
Triomfkruis